# Olympische Sommerspiele 1984/Kanu – Zweier-Kajak 500 m (Männer)
Die Wettkämpfe im Zweier-Kajak über 500 Meter bei den Olympischen Sommerspielen 1984 wurden vom  6. bis 10. August auf dem Lake Casitas ausgetragen.
Es wurden drei Vorläufe, zwei Hoffnungsläufe, drei Halbfinals und ein Finale ausgetragen.
Olympiasieger wurden die Neuseeländer Ian Ferguson und Paul MacDonald.

## Ergebnisse

### Vorläufe
Die jeweils ersten drei Boote qualifizierten sich direkt für das Halbfinale, die restlichen Boote für die Hoffnungsläufe.

#### Vorlauf 1
| Rang | Athleten                            | Nation     | Zeit        |
| ---- | ----------------------------------- | ---------- | ----------- |
| 1    | Ian Ferguson Paul MacDonald         | Neuseeland | 1:36,82 min |
| 2    | Per-Inge Bengtsson Lars-Erik Moberg | Schweden   | 1:37,12 min |
| 3    | Nicolae Feodosei Angelin Velea      | Rumänien   | 1:37,94 min |
| 4    | Werner Bachmayer Wolfgang Hartl     | Österreich | 1:38,00 min |
| 5    | Rein Gilje Eddie Kalleklev          | Norwegen   | 1:40,30 min |
| 6    | Peter Genders Martin Ralph          | Australien | 1:41,24 min |
| 7    | Tang Kwok Cheung Tsoi Ngai Won      | Hongkong   | 1:59,75 min |

#### Vorlauf 2
| Rang | Athleten                          | Nation              | Zeit        |
| ---- | --------------------------------- | ------------------- | ----------- |
| 1    | Hugh Fisher Alwyn Morris          | Kanada              | 1:36,30 min |
| 2    | Daniele Scarpa Francesco Uberti   | Italien             | 1:36,72 min |
| 3    | Matthias Seack Oliver Seack       | BR Deutschland      | 1:38,57 min |
| 4    | David Halpern Terry Kent          | Vereinigte Staaten  | 1:39,94 min |
| 5    | Patrick De Bucke Patrick Hanssens | Belgien             | 1:39,97 min |
| 6    | Gao Ludong Shen Yongjin           | Volksrepublik China | 1:46,29 min |
| 7    | Melagne Lath Kouame N’Douba       | Elfenbeinküste      | 1:49,82 min |

#### Vorlauf 3
| Rang | Athleten                              | Nation         | Zeit        |
| ---- | ------------------------------------- | -------------- | ----------- |
| 1    | Andrew Sheriff Jeremy West            | Großbritannien | 1:37,54 min |
| 2    | Francis Hervieu Daniel Legras         | Frankreich     | 1:37,97 min |
| 3    | Gert Jan Lebbink Ron Stevens          | Niederlande    | 1:38,29 min |
| 4    | Herminio Menéndez Guillermo del Riego | Spanien        | 1:38,88 min |
| 5    | Kazumori Koike Hisao Yanagisawa       | Japan          | 1:44,95 min |
| 6    | Ilpo Nieminen Mika Savilahti          | Finnland       | 1:46,70 min |
| 7    | Peter Ammann Helmut Lehmann           | Schweiz        | 1:59,75 min |

### Hoffnungsläufe
Die jeweils ersten vier Boote qualifizierten sich für das Halbfinale.

#### Hoffnungslauf 1
| Rang | Athleten                          | Nation         | Zeit        |
| ---- | --------------------------------- | -------------- | ----------- |
| 1    | Werner Bachmayer Wolfgang Hartl   | Österreich     | 1:40,12 min |
| 2    | Ilpo Nieminen Mika Savilahti      | Finnland       | 1:40,73 min |
| 3    | Patrick De Bucke Patrick Hanssens | Belgien        | 1:41,97 min |
| 4    | Peter Genders Martin Ralph        | Australien     | 1:42,45 min |
| 5    | Kazumori Koike Hisao Yanagisawa   | Japan          | 1:47,42 min |
| 6    | Melagne Lath Kouame N’Douba       | Elfenbeinküste | 1:47,48 min |

#### Hoffnungslauf 2
| Rang | Athleten                              | Nation              | Zeit        |
| ---- | ------------------------------------- | ------------------- | ----------- |
| 1    | Herminio Menéndez Guillermo del Riego | Spanien             | 1:39,60 min |
| 2    | Rein Gilje Eddie Kalleklev            | Norwegen            | 1:40,80 min |
| 3    | David Halpern Terry Kent              | Vereinigte Staaten  | 1:40,87 min |
| 4    | Peter Ammann Helmut Lehmann           | Schweiz             | 1:41,35 min |
| 5    | Gao Ludong Shen Yongjin               | Volksrepublik China | 1:45,74 min |
| 6    | Tang Kwok Cheung Tsoi Ngai Won        | Hongkong            | 1:52,81 min |

### Halbfinalläufe
Die ersten drei Boote der Halbfinals erreichten das Finale.

#### Halbfinale 1
| Rang | Athleten                        | Nation             | Zeit        |
| ---- | ------------------------------- | ------------------ | ----------- |
| 1    | Ian Ferguson Paul MacDonald     | Neuseeland         | 1:36,10 min |
| 2    | Daniele Scarpa Francesco Uberti | Italien            | 1:37,20 min |
| 3    | Werner Bachmayer Wolfgang Hartl | Österreich         | 1:37,79 min |
| 4    | David Halpern Terry Kent        | Vereinigte Staaten | 1:38,59 min |
| 5    | Gert Jan Lebbink Ron Stevens    | Niederlande        | 1:42,08 min |

#### Halbfinale 2
| Rang | Athleten                              | Nation     | Zeit        |
| ---- | ------------------------------------- | ---------- | ----------- |
| 1    | Hugh Fisher Alwyn Morris              | Kanada     | 1:35,45 min |
| 2    | Nicolae Feodosei Angelin Velea        | Rumänien   | 1:36,60 min |
| 3    | Francis Hervieu Daniel Legras         | Frankreich | 1:36,79 min |
| 4    | Herminio Menéndez Guillermo del Riego | Spanien    | 1:37,38 min |
| 5    | Patrick De Bucke Patrick Hanssens     | Belgien    | 1:40,59 min |

#### Halbfinale 3
| Rang | Athleten                            | Nation         | Zeit        |
| ---- | ----------------------------------- | -------------- | ----------- |
| 1    | Andrew Sheriff Jeremy West          | Großbritannien | 1:36,56 min |
| 2    | Matthias Seack Oliver Seack         | BR Deutschland | 1:37,00 min |
| 3    | Per-Inge Bengtsson Lars-Erik Moberg | Schweden       | 1:37,82 min |
| 4    | Ilpo Nieminen Mika Savilahti        | Finnland       | 1:38,48 min |
| 5    | Rein Gilje Eddie Kalleklev          | Norwegen       | 1:38,64 min |

### Finale
| Rang | Athleten                            | Nation         | Zeit        |
| ---- | ----------------------------------- | -------------- | ----------- |
| 1    | Ian Ferguson Paul MacDonald         | Neuseeland     | 1:34,21 min |
| 2    | Per-Inge Bengtsson Lars-Erik Moberg | Schweden       | 1:35,26 min |
| 3    | Hugh Fisher Alwyn Morris            | Kanada         | 1:35,41 min |
| 4    | Daniele Scarpa Francesco Uberti     | Italien        | 1:35,50 min |
| 5    | Nicolae Feodosei Angelin Velea      | Rumänien       | 1:35,60 min |
| 6    | Francis Hervieu Daniel Legras       | Frankreich     | 1:36,40 min |
| 7    | Matthias Seack Oliver Seack         | BR Deutschland | 1:36,51 min |
| 8    | Andrew Sheriff Jeremy West          | Großbritannien | 1:36,73 min |
| 9    | Werner Bachmayer Wolfgang Hartl     | Österreich     | 1:37,05 min |